# Duy thức tông
Duy thức tông (zh. 唯識宗, sa. vijñaptimātravādin, yogācārin, cittamātravādin) là tên gọi tại Đông Nam Á của một trường phái Phật giáo. Tại Ấn Độ và Tây Tạng, tông này được gọi là Thức tông, Thức học (sa.. vijñānavādin), hoặc Du-già hành tông (sa. yogācārin); tại Tây Tạng, người ta cũng gọi là Duy tâm tông (zh. 唯心宗, sa. cittamātrin). Đây là một trong hai trường phái chính của Phật giáo Đại thừa do hai Đại sư Vô Trước (zh. 無著, sa. asaṅga) và người em là Thế Thân (zh. 世親, sa. vasubandhu) sáng lập. Tương truyền rằng, chính Ứng thân (Tam thân) của Bồ Tát Di-lặc (zh. 彌勒, sa. maitreya) khởi xướng trường phái này ở thế kỉ thứ 4 Công nguyên. Các đại biểu khác của phái này là Bandhusri (Thân Thắng), Citrabhàna (Hỏa Biện), Gunamati (Đức Tuệ), Dignàga (Trần Na), Sthiramati (An Tuệ), Dharmakīrti (Pháp Xứng, học trò của Dignàga), Silabhadra (Giới Hiền, học trò của Dharmapàla). Silabhadra tuyên bố rằng giáo nghĩa của Vô Trước và Thế Thân là "trung đạo giáo", là cao hơn giáo nghĩa nguyên thủy (Phật giáo Nguyên thủy) và "không giáo" của Long Thọ.
Khi sư Huyền Trang từ Ấn Độ trở về và phiên dịch các bộ luận chính của Duy thức tông ra tiếng Hán, phái Pháp tướng tông (phái tìm hiểu bản tính và hình dạng của các pháp) hình thành ở Trung Quốc và lan tỏa ra một số nước Đông Á.

## Các quan điểm và luận giải chính
Quan điểm trung tâm của trường phái này là – như tên đã nói – tất cả mọi hiện tượng con người cảm nhận được đều là "duy thức" (sa. vijñāptimātratā), chỉ là thức (tâm); mọi hiện tượng đều là cảm nhận của thức, không có đối tượng độc lập, ngoài thức đang cảm nhận thì không có gì là thật. Như thế, "thế giới" bên ngoài thuần tuý chỉ là thức vì khách quan không có thật và chủ quan cũng không có thật nốt. Sự cảm nhận chỉ là quá trình của một đơn vị cá thể, một ảnh ảo của một khách quan bị tưởng lầm là có thật. Quá trình này được giải thích bằng khái niệm A-lại-da thức (zh. 阿賴耶識, sa. ālayavijñāna). Ngoài những quan điểm trên, khái niệm Tam thân Phật (zh. 三身, sa. trikāya) cũng được Duy thức tông giải thích trọn vẹn. Đại diện xuất sắc của Duy thức tông, ngoài các nhà sáng lập nói trên, là An Huệ (zh. 安慧, sa. sthiramati), Hộ pháp (zh. 護法, sa. dharmapāla) – hai luận sư đã tạo thêm hai nhánh khác nhau trong Duy thức tông – và Trần-na (zh. 陳那, sa. dignāga), Pháp Xứng (zh. 法稱, sa. dharmakīrti, xem Thập đại luận sư).
Tên Phạn ngữ khác của Duy thức tông là Du-già hành tông (sa. yogācārin), vì lý do là đệ tử phái này rất chú trọng việc hành trì Du-già (sa. yoga), quán tưởng thiền định để phát huy hạnh nguyện của một Bồ Tát.
Thế giới bên ngoài được Duy thức tông giải thích như sau: A-lại-da thức, vốn chứa tất cả các chủng tử của quá khứ, mang sẵn những mầm, Chủng tử (sa. bīja) và các mầm đó sản sinh các hiện tượng tâm thức. Các chủng tử đó chín muồi theo tác động của Nghiệp (sa. karma), chúng tác động qua lại lẫn nhau làm con người thấy một ảnh ảo mà cho nó là có thật. A-lại-da thức được so sánh với một dòng nước chảy, luôn luôn mới mẻ và liên tục, tiếp tục hoạt động sau khi chết và sự liên tục của nó chính là cơ sở của sự tái sinh. Những cảm nhận của con người, vì bị "ô nhiễm" nên chúng phát sinh ra một ấn tượng về cái "ta". Ấn tượng về cái "ta" là sai lầm, vì thật ra chỉ có "sự cảm nhận" chứ không có "người cảm nhận". Và cũng vì vô minh mà cho rằng có tự ngã nên con người bám víu vào đó để chịu Khổ. Duy thức tông dựa vào thuyết dưới đây – được gọi là thuyết Tam tự tính (sa. trisvabhāva) – để giải thích sự cảm nhận, nhận thức ngoại cảnh. Tam tự tính là:
1. Biến kế sở chấp tính (zh. 遍計所執性, sa. parikalpita-svabhāva), còn được gọi là huyễn giác (zh. 幻覺) hay thác giác (zh. 錯覺): Tất cả những hiện hữu đều là kết quả của trí tưởng tượng (huyễn giác), do chấp trước, cho rằng sự vật trước mắt là có thật, là độc lập;
2. Y tha khởi tính (zh. 依他起性, sa. paratantra-svabhāva), nghĩa là dựa vào cái khác mà sinh ra: Tất cả pháp hữu vi đều do Nhân duyên mà phát sinh, lệ thuộc vào nhau, không có tự tính (sa. asvabhāva);
3. Viên thành thật tính (zh. 圓成實性, sa. pariniṣpanna): Tâm vốn thanh tịnh, là Chân như (sa. tathatā), Như Lai tạng (sa. tathāgata-garbha), là tính Không (sa. śūnyatā).

Phương cách giải thoát của Duy thức tông dựa vào con đường của Phật giáo nguyên thủy, gồm có bốn mức độ (hoặc năm, trong hệ thống năm cấp thì 1 và 2 bằng cấp 1 ở đây, xem thêm Ngũ đạo), đòi hỏi hành giả hành trì các Ba-la-mật-đa (sa. pāramitā, Lục độ) và Định (sa. samādhi):
1. Gia hạnh (sa. prayoga): Hành giả (Bồ Tát) nhận ra rằng không có gì ngoài Tâm;
2. Kiến (sa. darśana): Hành giả dựa trên giáo pháp đích thật, đạt Như thật tri kiến, bước vào Thập địa (sa. daśabhūmi). Hành giả thống nhất khách quan chủ quan là một. Trong giai đoạn này, hành giả loại trừ Phiền não (sa. kleśa).
3. Tu tập (sa. bhāvanā): Hành giả tu tập và vượt qua Bồ Tát thập địa;
4. Vô học, cấp thành tựu Thánh quả: Hành giả diệt tận phiền não, chấm dứt Luân hồi. Bồ Tát đã chứng đạt Pháp thân (sa. dharmakāya).

"Duy thức" thỉnh thoảng còn đồng nghĩa với danh từ "Duy tâm" (zh., sa. '唯心cittamātra, cittamātratā), nghĩa là "chỉ có thức", các pháp đều từ Thức mà sinh ra, không có gì nằm ngoài thức. Giáo lý này chủ trương tất cả mọi sự hiện hữu đều do tâm, và vì vậy, không một hiện tượng nào tồn tại ngoài tâm. Các học giả Duy thức giải thích quy luật và sự liên kết của các giác quan nhờ vào thức ẩn tàng A-lại-da (zh. 阿頼耶識, sa. ālaya-vijñāna) và từ tập hợp của năm giác quan trước (tiền ngũ thức). Chúng hoạt động, tạo nên chủng tử (種子) tương ưng với chúng, theo quy luật thông thường như hạt giống phát triển thành cây. Mỗi chúng sinh đều có chỗ chứa những cảm nhận và những chúng sinh giống nhau sẽ tạo ra những nghiệp thức giống nhau phát xuất từ tàng thức vào cùng một thời gian như nhau. Giáo lý Duy thức quy gọn các hiện tượng trong 100 pháp (法, sa. dharma) thành 5 nhóm:
1. Sắc pháp,
2. Tâm pháp
3. Tâm sở hữu pháp
4. Tâm bất tương ưng hành pháp và
5. Vô vi pháp.

Theo giáo lý Duy thức, thế giới bên ngoài sẽ tạo nên khi tàng thức huân tập bởi "chủng tử", hay là kết quả của các việc làm tốt xấu trong quá khứ. Một đóng góp quan trọng khác của các nhà tư tưởng Duy thức là ba tính chất ảo, giả tạm, và hiện thực của các hiện tượng. Xem chi tiết ở Tam tính (zh. 三性).
Nền tảng của giáo lý Duy thức được phát triển bởi Di-lặc (彌勒) và hai anh em Thế Thân, Vô Trước, trong những luận giải như Câu-xá luận (zh. 倶舎論, sa. abhidharma-kośa-bhāṣya), Duy thức tam thập tụng (zh. 唯識三十頌, sa. triṃśikā vijñaptimātratāsiddhiḥ), Nhiếp đại thừa luận (zh. 攝大乘論, sa. mahāyānasaṃgraha), Du-già sư địa luận (zh. 瑜伽師地論, sa. yogācārabhūmi-śāstra). Giáo lý Duy thức cũng được trình bày rõ trong kinh Giải thâm mật (sa. saṃdhinirmocana-sūtra) và kinh Thắng Man (sa. śrīmālā-sūtra).
Nhiếp đại thừa luận ghi: 
如此衆識唯識以無塵等故譬如夢等
"Các (đối tượng của) thức ấy đều do (ý) thức tạo nên vì vốn (ngoài tâm) không có cảnh trần nào cả. Chúng chỉ như mộng"..

## Vai trò của Duy Thức Tông trong lịch sử

Đại học Nalanda một trung tâm Phật giáo quan trọng ở Ấn Độ (bị phá huỷ năm 1197)

Duy thức tông phát triển mạnh nhất trong thế kỉ thứ 6 Công nguyên. Một trong những trung tâm quan trọng của Duy thức tông là Đại học Na-lan-đà (sa. nālandā) ở Bắc Ấn Độ. Nơi đó, Hộ pháp đã chủ trương một quan điểm duy thức tuyệt đối. Song song với Na-lan-đà cũng có một trung tâm khác không kém quan trọng tại Valabhi (valabhī), được một Đại luận sư khác của Duy thức tông là Đức Huệ (sa. guṇamati) sáng lập. Đại diện xuất sắc nhất của trường phái Duy thức này là An Huệ (sa. sthiramati), một môn đệ của Đức Huệ. Khác với Hộ pháp, An Huệ có cái nhìn tương đối hơn về duy thức, bắt cầu nối giữa quan điểm "Thật tướng" của Long Thụ (sa. nāgārjuna) và quan niệm "Nhất thiết duy tâm tạo." Sư dung hoà triết lý của Duy thức tông và tư tưởng thật tính của Trung quán tông. Trần-na (sa. dignāga) và Pháp Xứng (sa. dharmakīrti) kết hợp quan điểm Duy thức và Kinh lượng bộ (sa. sautrāntika) để sinh ra một nhánh của Duy thức là Nhân minh học (zh. 因明學, sa. hetuvidyā), cách tranh luận bằng logic.
Duy thức tông bị Trung quán tông phản bác mãnh liệt. Họ cho rằng Duy thức tông đã đưa vai trò của Thức lên quá cao, cho nó một tính chất trường tồn, đứng sau mọi hiện tượng (xem thêm Pháp tướng tông).

## Kinh luận
Sáu bộ kinh căn bản của Duy thức tông:
1. Đại phương quảng Phật hoa nghiêm kinh (sa. buddhāvataṃsaka-mahāvaipulya-sūtra)
2. Giải thâm mật kinh (sa. sandhinirmocana-sūtra);
3. Như Lai xuất hiện công đức kinh, không có bản Hán văn;
4. Đại thừa a-tì-đạt-ma (sa. mahāyānābhidharma-sūtra), được nhắc đến trong Nhiếp đại thừa luận, Du-già sư địa luận nhưng không có bản Hán văn, có lẽ đã thất truyền;
5. Nhập Lăng-già kinh (sa. laṅkāvatāra-sūtra);
6. Hậu nghiêm kinh (sa. ghaṇavyūha), chưa được dịch ra Hán văn;

Mười một bộ luận: 
1. Du-già sư địa luận (sa. yogācārabhūmi-śāstra), Vô Trước soạn, Huyền Trang dịch ra Hán ngữ, 100 quyển. Đây là bộ luận chính của Duy thức học;
2. Đại thừa bách pháp minh môn luận (sa. mahāyānaśatadharma-vidyādvāra-śāstra), Thế Thân soạn, Huyền Trang dịch, 1 quyển;
3. Đại thừa ngũ uẩn luận (sa. skandhaka-prakaraṇa), Thế Thân soạn, Huyền Trang dịch, 1 quyển;
4. Hiển dương thánh giáo luận (sa. ārya-śāsana-prakaraṇa-śāstra), Vô Trước soạn, Huyền Trang dịch, 20 quyển;
5. Nhiếp đại thừa luận (sa. mahāyāna-saṃgraha), có ba bản Hán dịch: 1. Phật-đà-phiến-đa (sa. buddhaśānta) dịch, 2 quyển; 2. Chân Đế (sa. paramārtha) dịch, 3 quyển; 3. Huyền Trang dịch, 3 quyển;
6. Đại thừa a-tì-đạt-ma (tạp) tập luận (sa. abhidharma-samuccaya), Vô Trước soạn, Sư Tử Giác (sa. siṃhabodhi) thích, An Huệ (sa. sthiramati) tập, Huyền Trang dịch, 16 quyển;
7. Biện trung biên luận (sa. madhyāntavibhāga-śāstra), Di-lặc thuyết, Huyền Trang dịch, 3 quyển;
8. Nhị thập duy thức tụng (sa. viṃśika-vijñāptimātratā-kārikā), có ba bản dịch: 1. Duy thức luận, Bát-nhã-lưu-chi (sa. prajñāruci) dịch, 1 quyển; 2. Đại thừa duy thức luận, Chân Đế dịch, 1 quyển; 3. Duy thức nhị thập tụng, Huyền Trang dịch, 1 quyển;
9. Duy thức tam thập tụng (sa. triṃśatika-vijñāptimātratā-kārikā), Thế Thân soạn, Huyền Trang dịch, 1 quyển;
10. Đại thừa trang nghiêm kinh luận (sa. mahāyānasūtralaṅkāra-śāstra), Vô Trước soạn, Ba-la-phả-mật-đa (sa. prabhākāramitra) dịch, 13 quyển;
11. Phân biệt du-già luận (?), Di-lặc thuyết, chưa có bản Hán văn;